# Lena Wennberg (konstnär)
Lena Margareta Wennberg, född 16 februari 1958 i Gävle, Gästrikland, är en svensk konstnär, inriktad på måleri och textil.
Hon är utbildad på Konsthögskolan Valand i Göteborg.
Wennberg, som fick ett genombrott 1987 på  Sandvikens konsthall, har ofta arbetat med installationer och mycket stora bilder, utförda i blandteknik med bland annat säckväv, träfiberplattor, metall och vardagsföremål.
Hon finns representerad på bland annat Länsmuseet Gävleborg och Statens konstråd.

## Verk i urval
- 2005 – Besökstid, vägginstallation på Gävle sjukhus[2]
- 2009 – Vrida & vända, Förvaltningshuset, Gävle[3]

## Utställningar i urval
- 2005 – Kaleido, Uppsala[2]
- 2011 – Ecke Hedbergs konstnärshem, Tallbo[4]

## Priser och utmärkelser
- 2016 – Region Gävleborgs kulturstipendium[5]